# Micah Fowler
Micah D. Fowler (nascido em 5 de março de 1998, em Nova Jérsie) é um ator estadunidense com paralisia cerebral. Fowler ficou mais conhecido por seus papéis em Labor Day e como JJ DiMeo na série de televisão Speechless.

## Biografia
Fowler é irmão mais novo da atriz Kelsey Fowler. Ele cresceu em Barnegat Township, New Jersey, se apresentando em produções do teatro local junto com sua irmã. Depois que sua irmã começou a assumir papéis na Broadway, Fowler pensou que ele poderia gostar de avançar sua carreira de ator também.

## Carreira
Micah D. Fowler começou a atuar aos 5 anos de idade, o que o levou a papéis em Blue's Clues e Sesame Street. Ele reservou o seu papel em Labor Day aos treze anos. Para seu papel mais recente, como "JJ Dimeo" em Speechless, ele descobriu que reservou o papel em seu aniversário de dezoito anos. Em uma entrevista com a revista People, Fowler disse que era o "melhor presente de aniversário de sempre!"
Em seu papel no Speechless ele disse que é um desafio interpretar JJ. No programa, JJ não fala, então Fowler tem que compensar com expressões faciais e movimentos corporais extremamente expressivos. Dizem que o humor de Fowler é o maior riso do seriado. Ele disse que às vezes só quer deixar escapar o que está sentindo ou dizendo.
Fowler e o personagem que ele retrata têm paralisia cerebral, e ele é um dos poucos atores com uma deficiência interpretando um personagem com uma deficiência na rede de televisão no horário nobre. A maioria dos personagens com deficiência são retratados por atores sem deficiência.

## Embaixador da Fundação para a Paralisia Cerebral
Quando não está se apresentando, Fowler dedica seu tempo como embaixador da Fundação para a Paralisia Cerebral (CPF). Após cada episódio de Speechless, o site do CPF publica conteúdo e vídeos informativos sobre a paralisia cerebral. Fowler incentiva, "Então, da próxima vez que você assistir 'Speechless', espere 10 minutos para verificar o seu post da noite."

## Vida pessoal
Ao assumir o papel em Speechless, Fowler teve de se mudar de New Jersey para Los Angeles. Para assumir o papel, ele se sacrificou ao perder grande parte de sua temporada de hóquei trenó e muito de seu último ano. Ele planeja comparecer à sua cerimônia de formatura na primavera.
Enquanto Fowler já tinha sido um pouco avesso às mídias sociais, depois de aterrar o papel em Speechless, se juntou ao Instagram e Twitter em um esforço para promover a telessérie.
Crescendo, ele disse que era um grande fã de cinema e televisão: "Eu não pude deixar de notar a falta de personagens lidando com deficiências." Fowler espera estar em um filme de Star Wars ou um filme da Marvel.